# Artemis Fowl: Encuentro en el Ártico
Artemis Fowl: Encuentro en el Ártico (en inglés Artemis Fowl: The Arctic Incident) es una novela de fantasía del autor irlandés Eoin Colfer. Es el segundo de la saga Artemis Fowl. El libro trata de Artemis Fowl, un chico irlandés muy inteligente que descubre a las criaturas mágicas y ha de ir al Ártico a rescatar a su padre secuestrado por la mafia rusa. 
En la parte inferior de cada página se esconde una palabra y todas juntas forman un mensaje ecológico supuestamente escrito por las criaturas mágicas en idioma centáurico. 

## Resumen
El libro comienza con el hundimiento a manos de la mafia rusa del Fowl Star, el barco con el que Artemis Fowl I comerciaba con este país. Artemis Fowl I es secuestrado y retenido en el ártico durante dos años. Dos años más tarde, Artemis Fowl II recibió noticias del Fowl Star mientras se reunía con un psicólogo del colegio. 
Al mismo tiempo, la capitana Holly Canija y un duendecillo, Chix Verbil, vigilaban un conducto semiabandonado, cuando Chix recibió un disparo en un ala. Los culpables resultaron ser los B´wa Kell, una organización de goblins. Lo que extrañó a los agentes de la PES fueron las pilas humanas usada en las armas y la lanzadera de los goblins, construida con material reciclado. Esto les extrañó porque los goblins son 'muy, muy, pero que muy tontos' según el libro. Así que llegaron a la conclusión de que Artemis Fowl debía estar detrás de todo este asunto. 
El mensaje que recibió Artemis Fowl resultó ser un mensaje de su padre, al que por cierto, le faltaba una pierna. El mensaje decía 'hola, hijo'. Breve, pero lo suficiente como para avivar la esperanza de Artemis de rescatar a su padre; y también una indirecta de la mafia para que fuese reuniendo el rescate. 
Holly y el comandante Remo someten a Artemis a una prueba, y descubren que él no vendía pilas a los goblins, pero le piden ayuda para encontrar al culpable a cambio de ayudarlo con el rescate de su padre. 
Mientras, Opal Koboi, una duende muy lista y Brezo Cudgeon, un renega, dirigen la B´Wa Kell. Pero la PES descubre al suministrador de pilas, y las cosas se complican para la banda de goblins. 
O eso creían Artemis y sus compañeros cuando, cerca del lugar de secuestro de Artemis Fowl I, sufren una emboscada de goblins y sus armas están saboteadas. Gracias al ingenio de Artemis y la valentía de Holly, consiguieron salir sanos y salvos. 
Abajo, en el subsuelo, las cosas no andaban mucho mejor: Opal Koboi tanía el control de las armas de la PES y Brezo retenía secuestrado a Potrillo en su propia cabina blindada. Mientras tanto, los goblins sembraban el caos y la destrucción. Encima la gente creía que Potrillo era el traidor. 
Así que Artemis y sus amigos han de ir al subsuelo acompañados de un enano, Mantillo Mandíbulas, y entrar en los laboratorios de Opal Koboi. En su incursión se topan con un montón de problemas y casi los matan los goblins. finalmente consiguen llegar hasta Opal y enseñarle un vídeo astutamente grabado por Potrillo. En él se mostraba a Cudgeon narrando cómo la iba a traicionar y a asumir el mando él solo. Esto, claro, no hace ninguna gracia a Opal, quien se dirige a matar a Cudgeon. Cudgeon murió, pero eso a nadie le importó, porque la PES había tomado el control otra vez. 
Cuando volvieron al Ártico, una astuta jugada de Artemis, quien finge la muerte de su padre, le sirve para recuperarle, aunque con una pierna menos y casi congelado. 
En el epílogo Artemis continúa su cita con el psicólogo, que le pregunta si había alguien a quien respetaba (anteriormente había dicho que no). Él piensa en su padre, en Holly y en Mayordomo, y dice que sí.

## Personajes principales
Artemis Fowl I: Padre de Artemis II, muchos lo creen muerto, pero Artemis II demuestra que estaba secuestrado por la mafia rusa y lo rescata. 
Artemis Fowl II: Es el protagonista de la serie. Con trece años, es campeón del mundo de ajedrez y es el más inteligente de Europa. En este libro Artemis deberá ayudar a las criaturas a las que robó el oro. 
Domovoi Mayordomo: Es el guardaespaldas de Artemis, extremadamente fuerte y hábil con las armas. 
Capitana Holly Canija: Es una elfa a la que Artemis secuestró, pero ahora la necesita para rescatar a su padre. 
Comandante Julius Remo: Al igual que Holly, deberá olvidar las disputas con Artemis y colaborar. Se enoja fácilmente y se pone muy colorado, como la remolacha, de ahí lo de 'Remo'. 
Potrillo:Es un centauro sumamente inteligente y es el inventor de la mayoría de la tecnología de las Criaturas Mágicas, exceptuendo los inventos de la duendecilla Opal Koboi. Este centauro trabaja en una cabina ultrasegura con cristales tintados que le permitan ver a los miembros de la Policía de los Elementos del Subsuelo trabajar. 
Mantillo Mandíbulas: Es un astuto enano que cavó un túnel a los laboratorios Koboi
Brezo Cudgeon: es un traidor de la PES que se une a los goblins de la B'Wa Kell
Opal Koboi: es una duendecilla muy inteligente que se ha aliado con los goblins y con Brezo para dominar el subsuelo

## Lista de capítulos
1. Prólogo
2. Capítulo I: Lazos de familia.
3. Capítulo II: En busca de Chix.
4. Capítulo III: Bajo tierra.
5. Capítulo IV: Fowl es justo.
6. Capítulo V: La niña de papá.
7. Capítulo VI: Sonría al pajarito.
8. Capítulo VII: La línea que une los puntos.
9. Capítulo VIII: A Rusia con helor.
10. Capítulo IX: No hay refugio seguro.
11. Capítulo X: Camorra, el peleón.
12. Capítulo XI: Mucha mandíbula y pocas nueces.
13. Capítulo XII: El regreso de los chicos.
14. Capítulo XIII: En la brecha.
15. Capítulo XIV: El día del padre.
16. Un epílogo o dos.

## Mensaje secreto
Al pie de cada página de este libro vemos un mensaje secreto:
Portada: Criaturas Mágicas, prestad atención a esta advertencia, en la Tierra, la raza humana inicia su descendecia. 
Libro: Felicidades, humano, si has descifrado este código eres más inteligente que muchos de los de tu especie. Este es un mensaje de las Criaturas Mágicas. Buscamos aliados entre los Fangosos. A pesar de que muchos humanos son criaturas poco inteligentes hay excepciones. Tú, por ejemplo. 
La razón de que lo seas es que tienes antepasados entre las Criaturas Mágicas. ¿Te sientes diferente de cuantos te rodean? ¿Tus orejas son más puntiagudas que las de la mayoría? ¿Tu lengua es tan larga que puedes tocarte la nariz con ella? ¿Sueñas con volar? ¿Has pensado alguna vez en que no perteneces a los Fangosos? La razón es que llevas sangre mágica en las venas. 
Así pues, joven Mágico-Fangoso, tengo una misión para ti. Como uno de los nuestros posees el poder de proteger la tierra de todos los que desean destruirla. Debes convertirte en un miembro de una nueva raza de Fangosos que aman a este planeta tanto como las Criaturas Mágicas. Hay una sola regla: usa únicamente lo que necesites y hazlo con sentido común. Si actúas así la Tierra sobrevivirá. Ahora ve y empieza tu cometido. Repetiré este mensaje para aquellos humanos cuya inteligencia mágica esté mucho más oculta que la tuya. 
Después el mensaje se repite lo que queda del libro.

## Enlaces de interés
- Página de Eoin Colfer (en inglés): eoincolfer. com/
- Página de Artemis Fowl de EE. UU. (en inglés): artemisfowl. com/
- Página de Artemis Fowl de Reino Unido (en inglés): artemisfowl. co. uk/

- Datos: Q1807346